# Astragalus canus
Astragalus canus är en ärtväxtart som beskrevs av Aleksandr Andrejevitj Bunge. Astragalus canus ingår i släktet vedlar, och familjen ärtväxter. Inga underarter finns listade i Catalogue of Life.